# 阿尔班·夏朗东
阿尔班·夏朗东（法語：Albin Chalandon，法語發音：[albɛ̃ ʃalɑ̃dɔ̃]；1920年6月11日—2020年7月29日），法国政治人物，前司法部长。

## 生平
1920年生于安省雷里约。先后毕业于康多賽中學和巴黎大学文学系。曾参加第二次世界大战，战后在财政总监查局参加工作。1950年代开始从事银行业。1959年短暂担任新共和国联盟秘书长。1967年当选上塞纳省第二选区国民议会议员。1968年5月至7月，在乔治·蓬皮杜内阁短暂出任工业部长。1968年至1972年，担任公共住房部长。1973年至1976年再度担任国民议会议员。1977年至1983年，担任国有企业埃尔夫阿奎坦石油公司董事长。1986年重返政坛，加入保衛共和聯盟，担任两年司法部长职务。2009年获颁法國榮譽軍團大十字勳章。2020年7月29日逝世。